# Georges Mareschal
Georges François Mareschal (8 de abril de 1658, Calais - 13 de dezembro de 1736, Château de Bièvres) foi um cirurgião francês. Em 1707 foi enobrecido, tornando-se conhecido por Georges Mareschal, seigneur de Bièvre (Georges Mareschal, senhor de Bièvre).

## Biografia
Mareschal era filho de John Marshall, um cavalheiro irlandês que foi condecorado em 1643 por seus serviços durante a Batalha de Rocroi. Em 1677, Mareschal mudou-se para Paris, onde trabalhou como assistente cirúrgico. A partir de 1684, trabalhou no Hôpital de la Charité onde, em 1688, tornou-se cirurgião-mestre, ganhando mais tarde o título de cirurgião-chefe, em 1692.
Mareschal foi primeiro-cirurgião dos reis Luis XIV e Luis XV. Em 1723, foi condecorado com a Ordre de Saint-Michel por tratar com sucesso a Infanta francesa. Em 1731, juntamente com François Gigot de la Peyronie (1678-1747), fundou a Académie Royale de Chirurgie. A Mareschal é creditado também o aprimoramento da cirurgia litotomia.